# Favara (Valencia)
Favara (spanisch Favareta) ist eine Gemeinde (municipio) mit 2.701 Einwohnern (Stand: 2024) in der spanischen Provinz Valencia. Sie befindet sich in der Comarca Ribera Baja.

## Geografie
Favara liegt etwa 40 Kilometer südlich vom Stadtzentrum Valencias in einer Höhe von ca. 10 m. Durch die Gemeinde führt die Autopista AP-7.

## Demografie
| 1900 | 1910 | 1920 | 1930 | 1940 | 1950 | 1960 | 1970 | 1981 | 1991 | 2001 | 2011 | 2021 |
| ---- | ---- | ---- | ---- | ---- | ---- | ---- | ---- | ---- | ---- | ---- | ---- | ---- |
| 783  | 975  | 1030 | 1251 | 1459 | 1614 | 1679 | 1651 | 1688 | 1727 | 1747 | 2411 | 2563 |

## Sehenswürdigkeiten
- Antoniuskirche (Iglesia de San Antonio Abad) von 1760
- Laurentiuskapelle
- Rathaus

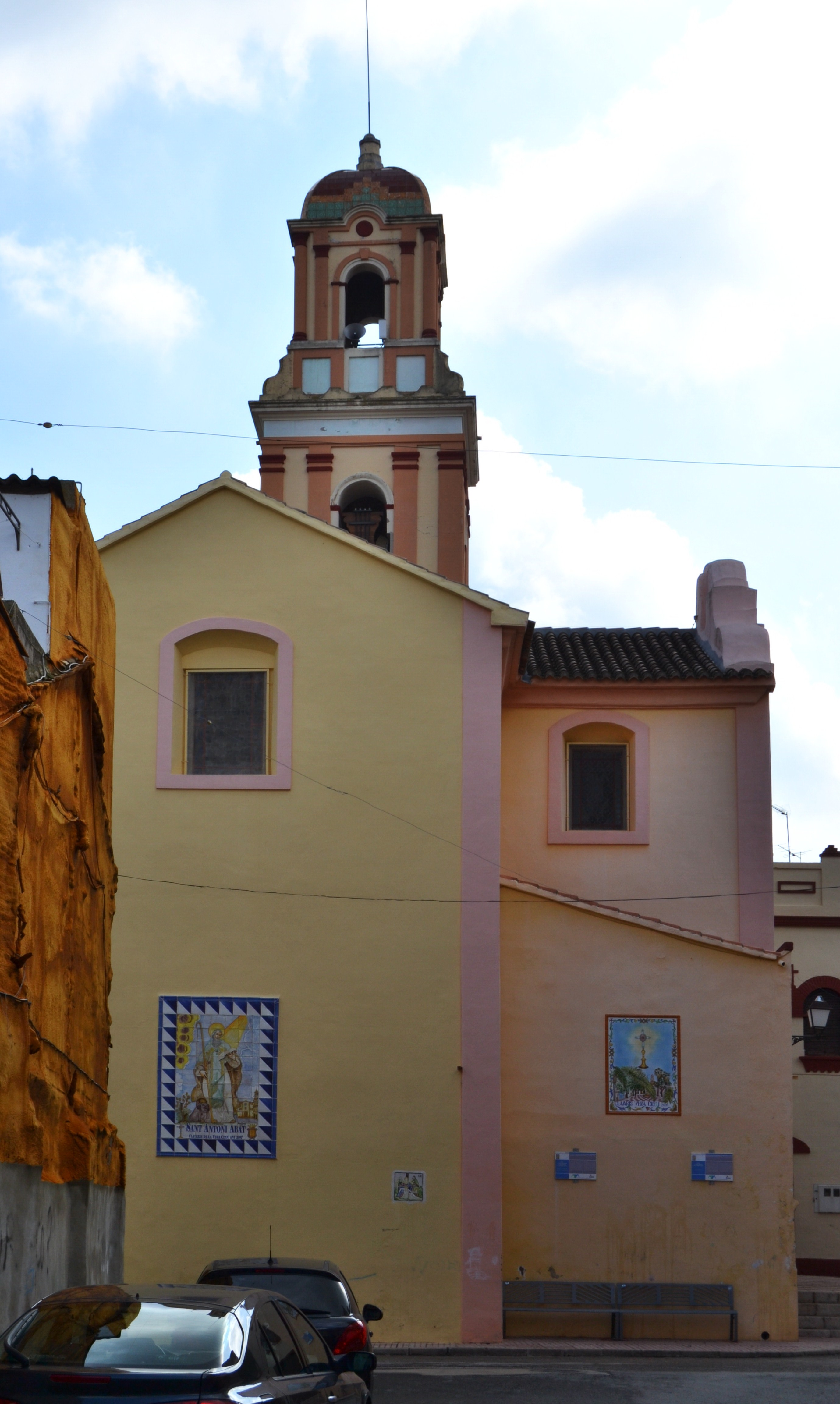
Antoniuskirche

## Gemeindepartnerschaft
Seit 1990 besteht eine Gemeindepartnerschaft mit der französischen Gemeinde Villelaure im Département Vaucluse (Provence-Alpes-Côte d’Azur).